# Haplidia massai
Haplidia massai är en skalbaggsart som beskrevs av Baraud 1975. Haplidia massai ingår i släktet Haplidia och familjen Melolonthidae. Inga underarter finns listade i Catalogue of Life.